# Neuguinea-Springmaus
Die Neuguinea-Springmaus (Lorentzimys nouhuysi) ist eine Nagetierart aus der Gruppe der Altweltmäuse (Murinae).

## Allgemeines
Neuguinea-Springmäuse erreichen eine Kopfrumpflänge von 6 bis 9 Zentimetern, hinzu kommt ein 11 bis 13 Zentimeter langer Schwanz. Ihr Gewicht beträgt 10 bis 23 Gramm. Ihr Fell ist an der Oberseite rotbraun bis grau gefärbt, die Unterseite ist weißlich-grau, die Füße sind weißlich. Bei der im Tiefland lebenden Nominatform L. n. nouhuysi ist das Fell kurz, bei der im Bergland lebenden Unterart L. n. alticola ist es lang, weich und dicht. Der Kopf ist kurz und breit, die Füße sind schlank.
Diese Nagetiere leben auf Neuguinea, wo sie in Wäldern auf der gesamten Insel vorkommen. Sie leben bis in 2700 Meter Seehöhe.
Neuguinea-Springmäuse sind ausschließliche Baumbewohner und halten sich bevorzugt in Wäldern mit dichtem Unterholz auf. Sie legen Nester in den Bäumen an, in den Nestern leben mehrere Tiere gemeinsam. In den Bäumen bewegen sie sich laufend und springend, aber weniger kletternd fort. Die Nahrung dieser Tiere besteht aus Insekten, grünen Pflanzenteilen und Pilzen.
Neuguinea-Springmäuse sind häufig und weit verbreitet, sie zählen laut IUCN nicht zu den bedrohten Arten.

## Systematik
Laut Wilson & Reeder (2005) nimmt die Neuguinea-Springmaus innerhalb der Altweltmäuse eine isolierte Position ein und wird darum in einer eigenen Gattungsgruppe, der Lorentzimys-Gruppe eingeordnet. Nach Lecompte et al. (2008) ist sie Teil einer vorwiegend in Neuguinea und Australien lebenden Radiation der Altweltmäuse, den Hydromyini.
Der wissenschaftliche Gattungsname ehrt den Holländer H. A. Lorentz, der Leiter einer Expedition nach Neuguinea war, die das Typusexemplar fand. Der Artzusatz ehrt J. W. van Nouhuys, der am Unternehmen teilnahm.

## Belege
1. ↑  Conder & Strahan (Hrsg.): Dictionary of Australian and New Guinean Mammals. CSIRO PUBLISHING, 2007, ISBN 978-0-643-10006-0, S. 68 (Lorentzimys nouhuysi).